# Brovst Kommune
Brovst Kommune var en kommune i Nordjyllands Amt, som blev dannet op til kommunalreformen i 1970. Ved strukturreformen i 2007 indgik hovedparten af kommunen i Jammerbugt Kommune.

## Tidligere kommuner
1. april 1966, altså 4 år før kommunalreformen, gik 5 sognekommuner sammen om at danne Brovst storkommune:
| Kommune              | Folketal september 1965 | Byer                           |
| -------------------- | ----------------------- | ------------------------------ |
| Brovst               | 4.106                   | Brovst                         |
| Lerup-Tranum         | 1.459                   | Tranum                         |
| Torslev (Han Herred) | 1.164                   | del af Skovsgård               |
| Øland                | 614                     | Østerby                        |
| Øster Svenstrup      | 890                     | del af Skovsgård, Ny Skovsgård |
| I alt                | 8.233                   |                                |

Da kommunalreformen trådte i kraft 1. januar 1970, var Brovst Kommunes folketal 8.064.

## Sogne
Følgende sogne indgik i Brovst Kommune, alle fra Øster Han Herred:
- Brovst Sogn
- Lerup Sogn
- Torslev Sogn
- Tranum Sogn
- Øland Sogn
- Øster Svenstrup Sogn

## Borgmestre[3]
| Navn                     | Parti             | Periode   |
| ------------------------ | ----------------- | --------- |
| Carl Nielsen             | Lokalliste        | 1970-1986 |
| Henning Mysager          | Venstre           | 1986-1998 |
| Ole Klæstrup Christensen | Socialdemokratiet | 1998-2002 |
| Mogens Christen Gade     | Venstre           | 2002-2007 |